# Castle Crest Wildflower Trail
Le Castle Crest Wildflower Trail est un sentier d'interprétation américain situé dans le comté de Klamath, en Oregon. Entièrement protégé au sein du parc national de Crater Lake, il constitue une boucle depuis Rim Drive. Aménagé dans le style rustique du National Park Service, ce sentier traverse le Castle Crest Wildflower Garden,  une propriété contributrice au district historique de Rim Drive depuis l'inscription de ce district historique au Registre national des lieux historiques le 30 janvier 2008.